# پیوه دی چنتو
پیوه دی چنتو (به ایتالیایی: Pieve di Cento) یک کومونه در ایتالیا است که در استان بولونیا واقع شده‌است. پیوه دی چنتو ۱۵٫۸۵ کیلومتر مربع مساحت و ۶٬۹۵۹ نفر جمعیت دارد و ۱۸ متر بالاتر از سطح دریا واقع شده‌است.